# 필스 (영화)
《필스》(Filth)는 어빈 웰시의 동명 소설을 원작으로 하여 존 S. 베어드가 감독한 2013년에 개봉한 스코틀랜드의 범죄 및 코미디 영화이다. 이 영화는 2013년 9월 27일 스코틀랜드에서 2013년 10월 4일 영국과 아일랜드, 2014년 5월 30일 미국에서 상영되었다.

선정성 수위가 꽤 높은 편이니 관람 시 주의.

## 줄거리
주인공인 '브루스 로버튼슨(제임스 맥어보이)'은 예의 없고 거칠고 악랄하며 단 하루도 술과 마약 없이는 살 수 없다. 그것도 모자라 동료 부인들과의 은밀한 관계를 거리낌없이 즐긴다. 한마디로 비열한 쓰레기지만 사건 해결에 탁월한 경찰이기도 하다. 어느 날, 동양인 유학생이 인적 없는 터널에서 폭력적인 패거리들에게 살해당하는 사건이 발생한다. 그 현장을 금발의 여자가 발견한다. 브루스는 사람들의 주목을 받고 있는 이 사건을 해결하고 승진을 하려는 야심찬 계획을 세운다. 승진을 위해서라면 아무것도 가리지 않던 그는 자신의 라이벌이라고 생각하는 경찰 동료들을 짓밟기 시작한다. 어릴 적 동생 데이빗과 비교당하며 아버지에게 학대를 당하던 그는 동료들의 아내와 불건전한 관계를 맺는 등 주변 사람들을 짓밟으면서 자신의 위대함을 더 굳건히 하려고 한다. 그가 열등감에 사로잡힌 채 다른 사람을 짓밟았던 이유는 자신이 승진을 하면 자신의 아내였던 '캐롤(슈어나 맥도널드)'과 딸'스테이시(메건 핀)'가 다시 그의 곁으로 돌아올 것이라고 믿고 있었기 때문이다. 하지만 시간이 지나면서 그 스스로를 굳건히 하지 못하고 오히려 죄책감에 휩싸이면서 여자들의 모습에서 캐롤의 모습을 보거나 사람들의 모습에서 동물의 얼굴을 떠올리는 등 정신이 더욱 피폐해지고 있음을 알게 된다. 또한 이야기가 처음 시작되면서 살해현장을 목격한 금발 여성은 브루스가 분장한 모습임을 보여준다. 그가 캐롤인 것처럼 분장한 이유도 조금이라도 캐롤과 같이 있음을 느끼고 싶었던 것이라며 핑계를 댄다. 결국 그는 스스로를 감당할 수 없는 상태에 이르게 되고 자신과 연관된 모든 연결고리를 끊어내며 선물받은 목도리와 제복을 입고 자살을 하는 상황에 이른다. 이 상황에서 그는 룰은 항상 똑같아라는 말을 남긴다. 사람이 어떻게 피폐해지는지 가까이서 보여주는 모습을 담고 있다.

## 출연자
- 제임스 맥어보이 - 브루스 로버튼슨 역

약과 술을 즐기며, 경찰이라는 신분을 마구잡이로 이용하고 점점 피폐해지는 인물
- 제이미 벨 - 레이 레녹스 역

약쟁이라고 불리던 유학생 살인사건에 대한 범인을 잡을 확률이 5%인 인물
- 에디 마산 - 블래데시 역

그의 아내에게 장난 전화를 걸어 이상한 말을 하는 인물이자 소심한 인물
- 이모겐 푸츠 - 아만다 드럼몬드 역

경찰서에서 제일 젊은 여자로, 밥 경장 도움으로 살인사건에 형사로 참여하게 되는 인물
- 이뮨 엘리엇 - 피터 잉글리스 역

'브루스 로버튼슨'이 가장 라이벌이라고 생각하며 확률이 반반인 인물
- 게리 루이스 - 거스 역

경찰서 내에서 욕심이 없으며 가장 순하고 진급 확률이 20%인 인물
- 밋첼 뮬렌 - 밥 역

시나리오 작가가 되고 싶은 경감
- 슈어나 맥도널드 - 캐롤 역

과거에 '브루스 로버튼슨'의 아내
- 존 세션스 - 톨 역
- 브라이언 맥카디 - 길먼 역
- 짐 브로드벤트 - ‘의사’ 로시 역
- 조앤 프로갯 - 마리 역
- 케이트 딕키 - 크리시 역
- 마틴 콤프스턴 - 고먼 역
- 이아인 드 케스트카 - 오키 역
- 설리 헨더슨 - 번티 역
- 조이 맥아보이 - 에스텔 역
- 조단 영 - 렉소 역
- 폴리애너 맥킨토시 - 사이즈 퀸 역
- 바비 레인스부리 - 스테파니 역
- 메건 핀 - 스테이시 역

## 제작진
| 각본            | 존 S. 베어드 (각본) 어빈 웰시 (원작)    | 제작     | 존 S. 베어드 어빈 웰시                                                      |
| 촬영            | 매튜 젠슨                               | 음악     | 클린트 맨셀                                                                 |
| 프로덕션 디자인 | 미하엘 백 (미술) 마이크 건 (소품)       | 특수효과 | 매그너스 올손 (시각효과) 하칸 브롬달 (시각효과) 다니엘 닐센 (시각효과)      |
| 분장            | 카밀라 에릭손 (분장) 니암 모리슨 (분장) | 의상     | 가이 스페란자                                                               |
| 편집            | 마크 에커슬리                           | 기타     | 카린 크로포드 (배역) 자넷 허쉔슨 (배역) 대니 잭슨 (배역) 제인 젠킨스 (배역) |

## 제작
웰시의 소설은 1998년에 출판되었으나, 영화화 프로젝트는 제작자 사이에서 표류하였고, 영화화가 불가능하다는 악명을 얻었다. 존 S. 베어드 감독은 "제임스 맥어보이가 시나리오를 본 후 출연을 결정하자 상황이 달라졌다. 게다가 짐 브로드벤트와 같은 영국 최고의 배우까지 가세하자 영화화에 대해 부정적인 시선들이 긍정으로 바뀌었다"고 밝혔다.

## 수상 경력
- 제34회 런던 비평가 협회상
  - 버진아틀란틱 획기적인 영국제작자 (존 S. 베어드)
  - 영국남우주연상 (제임스 맥어보이)
- 2013년 영국 독립 영화상[3]
  - 최우수 남자 배우상 (제임스 맥어보이)
- 제19회 엠파이어 상
  - 남우주연상 (제임스 맥어보이)

### 후보
- 제 9회 취리히 영화제
  - 갈라 프리미어 (존 S. 베어드)
- 제 37회 예테보리 국제 영화제
  - 갈라 (존 S. 베어드)
- 제 30회 바르샤바 국제영화제[4]
  - 특별 상영 (존 S. 베어드)
- 제 47회 시체스 영화제[5]
  - 오피셜 판타스틱 오르비타 (존 S. 베어드)
- 제 34회 런던 비평가 협회상
  - 기술공헌상 (마크 에커슬리)
  - 영국작품상 (존 S. 베어드)

## OST
- 음악 감독 (score producer) : 클린트 맨셀[6]

### 2013년 1월 1일 앨범
| #            | 제목                           | 아티스트         | 재생 시간 |
| ------------ | ------------------------------ | ---------------- | --------- |
| 1.           | 〈Robbo's Theme〉              | Clint Mansell    |           |
| 2.           | 〈Bruce's Intro〉              | James McAvoy     |           |
| 3.           | 〈Will You Love Me Tommorrow〉 | Billy Ocean      |           |
| 4.           | 〈Silver Lady〉                | David Soul       |           |
| 5.           | 〈It's All Over Me〉           | Otis Blackwel    |           |
| 6.           | 〈Dr. Rossi〉                  | David Soul       |           |
| 7.           | 〈Supermarket Emptiness〉      | Clint Mansell    |           |
| 8.           | 〈Creep〉                      | Coco Sumner      |           |
| 9.           | 〈Dr. Love〉                   | Tom Jones        |           |
| 10.          | 〈Mercy〉                      | The Third Degree |           |
| 총 재생 시간 | 총 재생 시간                   | 총 재생 시간     | 25:47     |

### 2013년 9월 23일 앨범
| #            | 제목                            | 아티스트      | 재생 시간 |
| ------------ | ------------------------------- | ------------- | --------- |
| 1.           | 〈Winter Wonderland〉           | Clint Mansell |           |
| 2.           | 〈Ds Bruce Robertson〉          | Clint Mansell |           |
| 3.           | 〈The Games〉                   | Clint Mansell |           |
| 4.           | 〈Poliswork〉                   | Clint Mansell |           |
| 5.           | 〈Love Is Cruel〉               | Clint Mansell |           |
| 6.           | 〈Reeperbahn Madness〉          | Clint Mansell |           |
| 7.           | 〈Home Is The Darkness〉        | Clint Mansell |           |
| 8.           | 〈My Name Is Frank Sidebottom〉 | Clint Mansell |           |
| 9.           | 〈Same Rules Apply〉            | Clint Mansell |           |
| 총 재생 시간 | 총 재생 시간                    | 총 재생 시간  | 47:12     |